# Pełnik

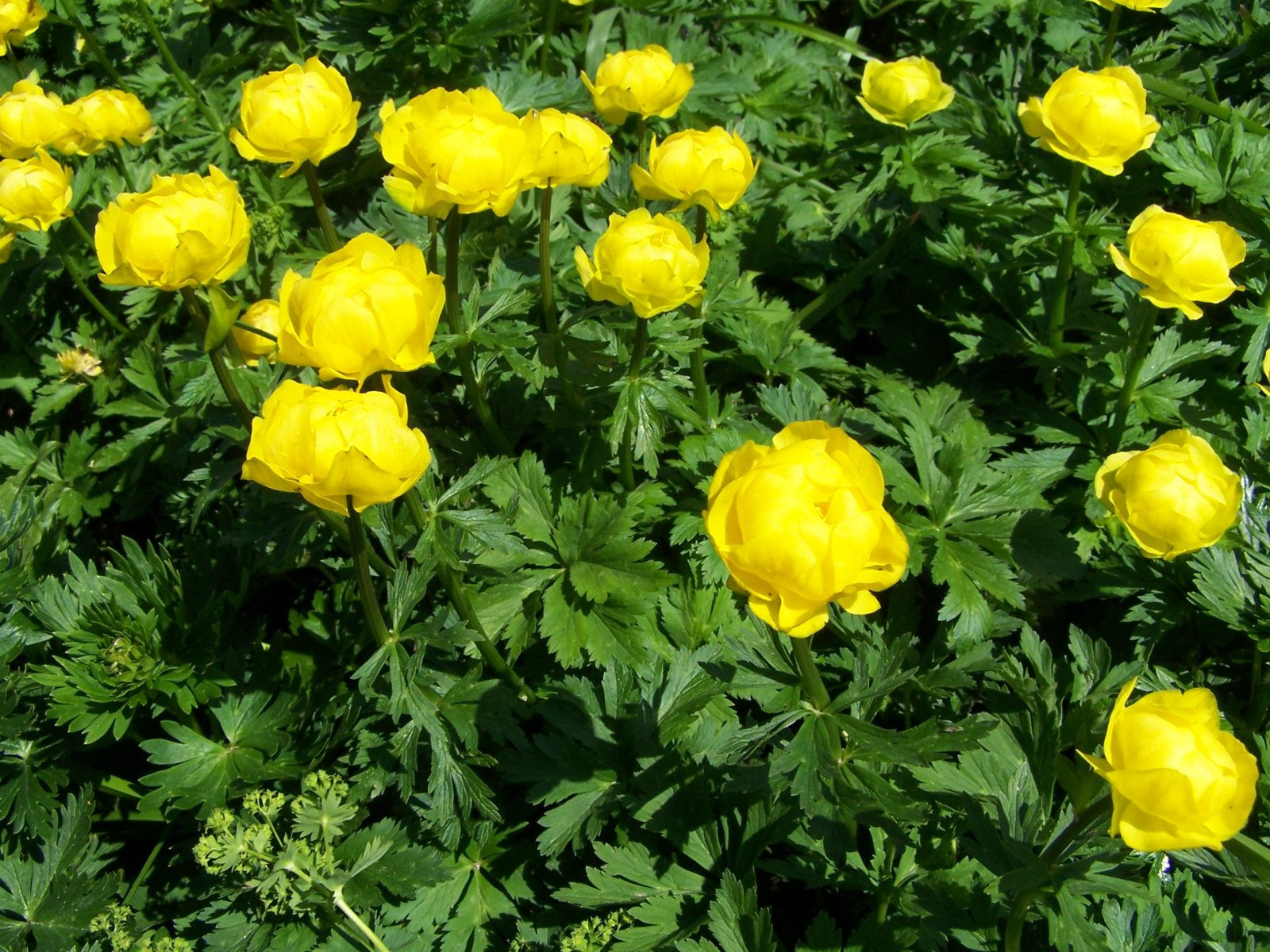
Pełnik alpejski

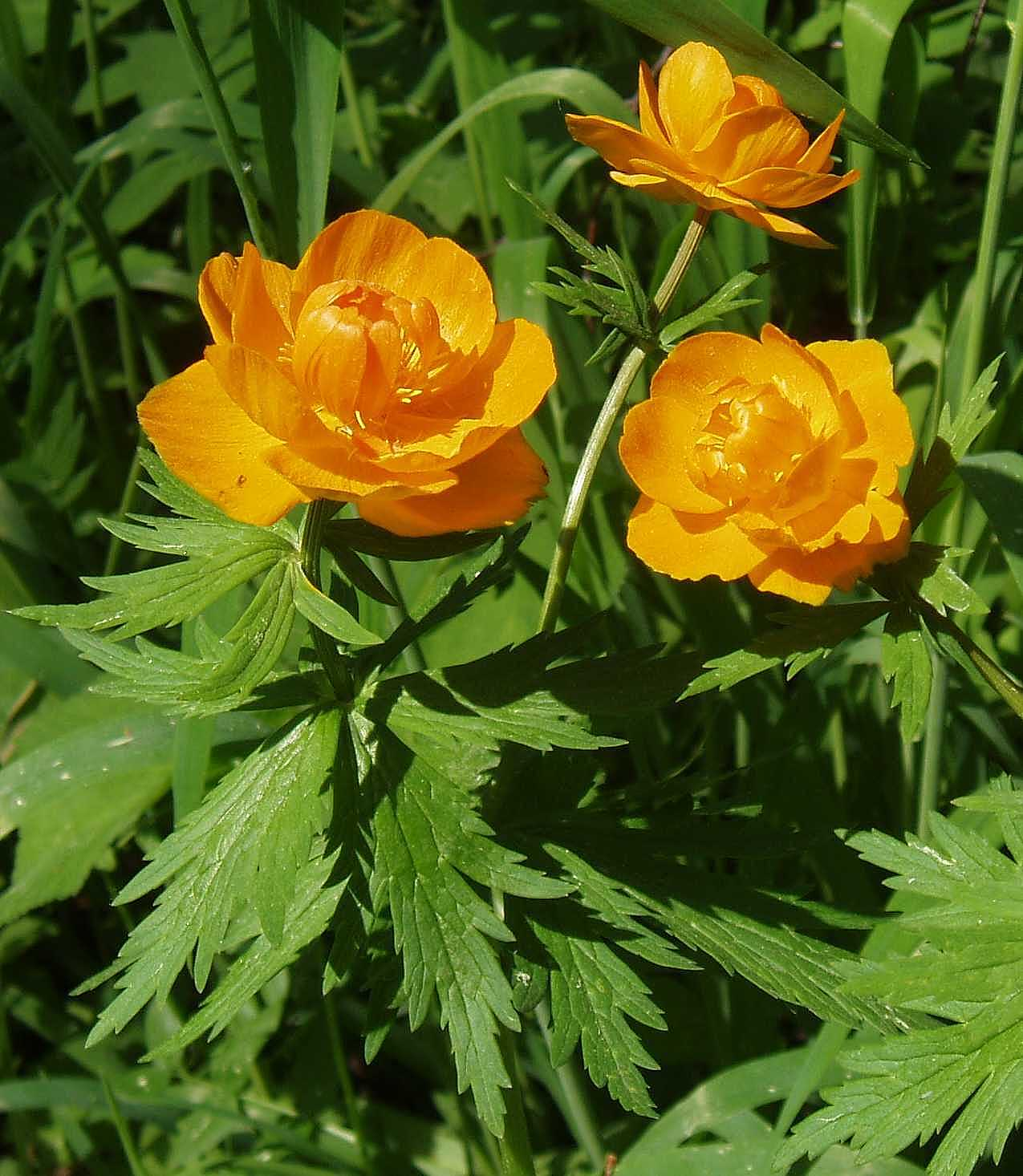
Pełnik azjatycki

Pełnik (Trollius L.) – rodzaj roślin należący do rodziny jaskrowatych. Należy do niego ok. 30 gatunków występujących w Europie i w Azji na obszarach o klimacie umiarkowanym i okołobiegunowym, z 3 gatunkami występującymi w Ameryce Północnej. We florze Polski i Europy tylko dwa gatunki (lub jeden w zależności od ujęcia systematycznego) – pełnik europejski (T. europaeus) i pełnik alpejski (T. altissimus). 

## Morfologia
PokrójByliny z nagimi pędami osiągającymi zwykle do 0,5 m wysokości, wyrastającymi z krótkiego i zwykle poziomego kłącza, z włóknistymi, wiązkowymi korzeniami.
LiścieTylko odziomkowe lub odziomkowe i łodygowe, zwykle dłoniastosieczne o kolistym zarysie blaszki.
KwiatyPojedyncze na końcach pędów, rzadziej po kilka w wierzchotce. Wszystkie elementy kwiatu wyrastają spiralnie. Efektownych, żółtych, rzadko purpurowych działek jest pięć lub więcej. Płatków też jest 5 lub więcej, są drobne i równowąskie, rzadko dłuższe od działek, z miodnikami przy nasadzie. Pręciki i owocolistki są liczne.
OwoceLiczne mieszki zawierające wiele nasion, zwykle czarnych, kulistawych i gładkich.

## Systematyka
Rodzaj z podrodziny Ranunculoideae Arnott z rodziny jaskrowatych (Ranunculaceae). 
Wykaz gatunków
- Trollius acaulis  Lindl.
- Trollius albiflorus  (A. Gray) Rydb.
- Trollius altaicus  C.A. Mey.
- Trollius altissimus  Crantz – pełnik alpejski
- Trollius apertus  Perfil. ex Igoschina
- Trollius asiaticus  L. – pełnik azjatycki
- Trollius buddae  Schipcz.
- Trollius chartosepalus  Schipcz.
- Trollius chinensis  Bunge
- Trollius dschungaricus  Regel – pełnik dżungarski
- Trollius europaeus  L. – pełnik europejski
- Trollius farreri  Stapf
- Trollius hybridus  hort. – pełnik ogrodowy
- Trollius ircuticus  Sipliv.
- Trollius japonicus  Miq.
- Trollius komarovii  Pachom.
- Trollius laxus  Salisb.
- Trollius ledebourii  Rchb.
- Trollius lilacinus  Bunge
- Trollius micranthus  Hand.-Mazz.
- Trollius miyabei  Sipliv.
- Trollius pumilus  D. Don3
- Trollius ranunculinus  Stearn
- Trollius ranunculoides  Hemsl.
- Trollius riederianus  Fisch. & C.A. Mey.
- Trollius sajanensis  Sipliv.
- Trollius sibiricus  Schipcz.
- Trollius taihasenzanensis  Masam.
- Trollius vaginatus  Hand.-Mazz.
- Trollius yunnanensis  (Franch.) Ulbr. – pełnik junnański

## Zastosowanie
Szereg gatunków uprawianych jest jako rośliny ozdobne. W Polsce uprawiane są: pełnik azjatycki, chiński, dżungarski, junnański i ogrodowy.